# Fuji (supermercado)
La compañía Fuji (フジ Fuji?) es una sociedad anónima que opera una vasta red de supermercados principalmente en las prefecturas de Ehime e Hiroshima. Su denominación oficial en japonés es Fuji K.K. (フジ株式会社 Fuji Kabushikigaisha?), y en inglés es Fuji Company, Limited. La sede central se encuentra en la Ciudad de Matsuyama.
Durante el 2007 se cumple el 40° aniversario de su fundación.

## Características
Fue fundada el 12 de septiembre de 1967.
Cuenta con varios tipos de supermercados:
- Vesta (ヴェスタ?): venta exclusiva de comestibles.
- Fuji (フジ?): pequeños y medianos supermercados.
- Fuji GRAND (フジグラン?): grandes supermercados.
- Palty Fuji (パルティ・フジ?): centros comerciales.

Actualmente se encuentra analizando la introducción del sistema de dinero electrónico.

## Principales locatarios
- Bach (バッハ Bahha?): Librería, alquiler y venta de CD/DVD.
- Sunshine Cinema (サンシャインシネマ Sanshain Shinema?): Sala de cine.
- Donto (どんと?): Restaurante familiar.
- Janjaka (じゃんじゃか?): Restaurante familiar especializado en carne asada.
- Medico21 (メディコ21?): Farmacia.
- Fitta (フィッタ?): Gimnasios.
- Mister Donut (ミスタードーナツ Mistā Dōnatsu?): Donuts.
- McDonald's
- Otros (academias de inglés, salones de belleza)

## Historia
- 1967: el 12 de septiembre se constituye en el distrito Minatomachi (湊町?) de la Ciudad de Matsuyama, Prefectura de Ehime. Al mes siguiente inaugura su primer local en la Ciudad de Uwajima.
- 1973: muda su sede central al distrito Miyanishi (宮西?) de la Ciudad de Matsuyama. Construye su primer centro comercial en cercanías con el nombre de Shopping Square (ショッピングスクェア Shoppingu Sukuea?).
- 1981: inaugura su primer local fuera de la Prefectura de Ehime, en la Ciudad de Hiroshima.
- 1987: empieza a cotizar en la Bolsa de Hiroshima.
- 1988: empieza a cotizar en la Bolsa de Osaka (en la bolsa secundaria).
- 1989: el Shopping Square Matsuyama es remodelado y reinaugurado con el nombre de Fuji GRAND Matsuyama (el primer Fuji GRAND).
- 1995: inaugura el primer local de Palty Fuji en la Ciudad de Sukumo, Prefectura de Kochi.
- 1997: empieza a cotizar en las bolsas de Tokio y Osaka.
- 1999: inaugura Fuji GRAND Marugame en la Ciudad de Marugame de la Prefectura de Kagawa.
- 2001: inaugura Fuji GRAND Kitajima en el Pueblo de Kitajima de la Prefectura de Tokushima, por lo que pasa a tener locales en las 4 prefecturas de la Región de Shikoku.
- 2006: a octubre cuenta con 86 locales (43 en Ehime, 19 en Hiroshima, 10 en Yamaguchi, 7 en Kochi, 4 en Kagawa y 3 en Tokushima).
- 2008: se inaugurará el mayor centro comercial de las Regiones de Shikoku y Chugoku en el Pueblo de Masaki, Prefectura de Ehime.